# リピンスキーの法則
リピンスキーの法則（リピンスキーのほうそく）とは、経口バイオアベイラビリティー（経口投与された薬物が体内に吸収される程度）の優れた薬物を予測するための大まかな経験則である。クリストファー・リピンスキーにより提唱された。5の倍数が多数登場するため、“Lipinski's rule of five”「（リピンスキーの）ルールオブファイブ」とも呼ばれる。
具体的には次の通り：
- 水素結合ドナー(供与体)（すなわち、OHとNH）が5個以下
- 水素結合アクセプター（受容体）（すなわち、NとOなど）が10個以下
- 分子量が500以下
- 分配係数がLogPとして5以下

もちろんこの法則は大まかな経験則に過ぎず、この法則を満たす化合物が即、良好な経口バイオアベイラビリティーを持つ「薬らしい(drug-like)」化合物であるとは限らない。より予測性に優れる方法論を求めて、この法則を拡張・改良したり、新しい指標に着目したりする研究報告がさまざまなグループにより行われている。
そもそもこのような予測法が必要とされる理由は、製薬企業などで行われる創薬化学研究において、新しい有機化合物を実際に合成し動物実験を行ってその化合物の経口バイオアベイラビリティーを調べるのは多大な時間とコストがかかるからである。もし化学構造式から経口バイオアベイラビリティーを予測する方法論があれば、有機化合物を合成する前にその経口吸収性の大小を知ることが出来ることになり、経口吸収性に乏しく薬には成りえない無駄な化合物の合成や生理活性の評価を回避することが出来る。